# 尼削ぎ
尼削ぎ（尼削、あまそぎ）とは、現在のセミロングにあたる平安時代の髪型。子供に用いる場合はうない（髫、髫髪）、振り分け髪（振分け髪、振分髪、ふりわけがみ）ともいう。尼や少女が髪を肩の辺りで切りそろえることも尼削ぎという。また禿（かぶろ、かむろ）ともいう。

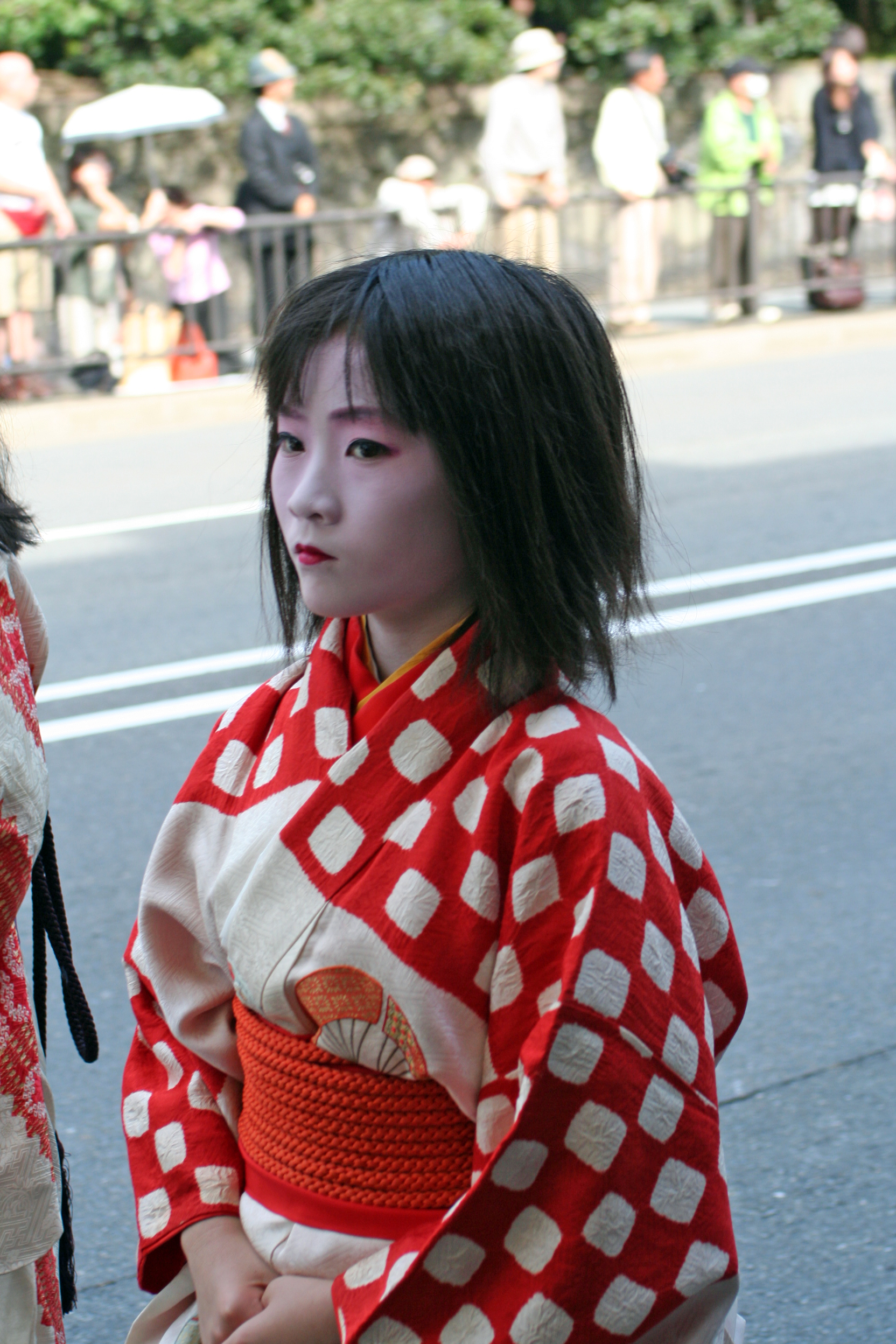
京都時代祭の行列の参加者

尼削ぎの髪型やその尼のことを、削ぎ尼（削尼、そぎあま）・下げ尼（下尼、垂げ尼、さげあま）・垂尼（さげあま、たれあま）・垂れ尼（たれあま）ともいう。
長い髪をことさら大事にした平安貴族の女性は、出家して尼となる際も大抵丸刈りにせず髪を肩の辺りで切りそろえた。この髪型が髪を長く伸ばしかけの少年少女の髪型に似ているので、そのような子供の髪型も尼削ぎという。尼削ぎの少女を尼ともいう。

## 日本の少女の髪型
平安時代の少女の髪型は多少の違いこそあれ総じて下げ髪である。平安のころから日本人の子供に対する関心や愛着は高く、同じように見えても成長の過程で微妙に変わる髪形を呼び分けた。
うない
うなじあたりで髪をそろえたごく短い幼児の髪型を「うない」という。
目刺し
「尼削ぎ」（おかっぱ頭）のごく幼い少年少女の前髪が目の上辺り迄伸びてきているものを「目刺し（目刺、めざし）」と呼ぶ。自身も母であり子供好きの清少納言は随筆枕草子でこのぐらいの子供が邪魔な前髪を後ろに掻き揚げることもしないで何かに夢中で見入っているさま、真ん中で分けて耳の上に挟んだ前髪がまだ短いので顔にこぼれかかっているさまなどを生き生きと描いている。
振り分け髪
髪が肩ぐらいまで伸び、前髪も目が隠れるまで伸びてくると、邪魔にならないように髪を真ん中で分けて左右に垂らす。これを「振り分け髪」という。耳の上辺りで紙で包んで前髪を止め、視界を妨げないようにすることもある。伊勢物語で女君が幼馴染の求愛に答えた「くらべこし振り分け髪も肩過ぎて」の歌からも婚礼（髪上げ）前の少女が少年とまったく同じ髪形をしていたことがわかる。

## 文学作品
- 枕草子「うつくしきもの」（可愛らしいもの）の段で清少納言は子供の髪型を尼削ぎと表現している。
- 源氏物語「鈴虫の巻」で出家した女三宮を見舞った光源氏は、髪を切った彼女の姿が少女のように愛らしいことから、出家させたことを心苦しく思う。

## 映像作品
- NHK大河ドラマ『平清盛』（2012年）では、出家した女性キャストのほとんどが尼削ぎにしていた（待賢門院璋子、堀河局は頭巾を被らず。それ以外は基本的に頭巾着用）。また、同枠の『おんな城主 直虎』（2017年）の主人公である井伊直虎（演：柴咲コウ）も尼削ぎである（幼少期は剃髪。晩年は髪を伸ばしていた）。